# Canda
Ne doit pas être confondu avec C&A.
Canda est une commune italienne de la province de Rovigo, dans la région Vénétie. Elle est située sur les rives du fleuve Tartaro-Canalbianco-Pô du Levant qui la relie à la mer Adriatique.

## Histoire
L'existence du petit village est documentée depuis le haut Moyen Âge et il est évoqué dans plusieurs chroniques de mouvements d'armées, ainsi que comme terres fertiles à bonifier (après la crue induite par les ferrarais) dans la longue période de domination vénitienne lorsque plusieurs familles nobles y ont érigé des villas au sein de vastes domaines agricoles. 
Au début du XVIe siècle, se constitue une petite communauté de confession calviniste, dérivée d'une communauté similaire formée à Rovigo (à l'initiative de deux illustres turinois), dont Domenico Mozzarelli (notaire à Rovigo, qui avait embrassé les idées calvinistes lorsqu'il était étudiant à Padoue) et Cesare Aldiverti, propriétaire terrien. Les deux communautés calvinistes ont certainement été écrasées par l'Inquisition immédiatement après le Concile de Trente. 
Historiquement, Canda a toujours eu comme centre urbain de référence la ville de Lendinara et non la plus proche Badia Polesine (qui n'est reliée à Canda par la route qu'après la Seconde Guerre mondiale).

## Économie
L'économie de la ville est restée essentiellement agricole pendant des siècles, mais dans les années 1990, une zone industrielle a été construite près de la sortie de l'autoroute Vérone - Rovigo.

## Lieux et monuments

### Architecture religieuse
Pour l' Église catholique, le territoire fait partie administrativement du vicariat de Lendinara-San Bellino, qui à son tour est une division administrative du diocèse d'Adria-Rovigo.
- L'église San Michele Arcangelo (it), endommagée par le tremblement de terre de mai 2012 qui avait auparavant avec un clocher curieusement penché.
- L'église « Madonna dei Cuori » : construite comme ex-voto en 1946 (en remerciement pour le salut d'un groupe d'otages en avril 1945), elle est aujourd'hui située juste à côté de l'autoroute Vérone - Rovigo.

### Architecture civile

#### Villa Nani Mocenigo(it)
En 1580, l'architecte Vincenzo Scamozzi fut chargé par le noble Agostino Nani de construire une villa, qui se dresse près du fleuve Tartaro. La construction fut achevée en 1584. Au XIXe siècle, elle prit le nom de Villa Nani Mocenigo, du nom de la nouvelle famille des propriétaires, ajouté à l'ancien.
La villa est toujours entourée par le mur d'enceinte d'origine et dispose d'un grand jardin avant avec une chapelle, des dépendances, des écuries et des serres (tous délabrés dans un état d'abandon). Au-delà du bâtiment, se trouve un parc remarquable qui abrite de nombreuses statues en pierre des Colli Berici, communément attribuées au vénitien Alvise Tagliapietra. 
Après des décennies de négligence et un incendie qui l'a dévastée en janvier 1945 lorsqu'elle a été utilisée comme bâtiment scolaire pour remplacer les écoles secondaires supérieures de Rovigo, la Banca di San Marino (it) (alors propriétaire) a accepté de confier l'entretien du parc à la municipalité de Canda, qui en échange l'utilise pour divers événements locaux, tandis que la villa, réparée après l'incendie de 1945, reste sous la garde d'une entreprise privée.
- Villa Trombini, en centre-ville, actuel jardin d'enfants
- Villa Bettini, au centre-ville
- Villa Adami, au centre-ville
- Palazzo Loredan (siège municipal actuel)
- Villa Gritti, sur l'ancienne route de Lendinara, au centre d'un domaine agricole autrefois vaste, près du hameau de Presciane, actuellement sur le territoire de la municipalité de San Bellino.

## Administration
| Période                                  | Période | Identité | Étiquette | Qualité |
| ---------------------------------------- | ------- | -------- | --------- | ------- |
|                                          |         |          |           |         |
| Les données manquantes sont à compléter. |         |          |           |         |

### Frazione
La Chiavica, Le Campagnole.

### Communes limitrophes
Badia Polesine, Bagnolo di Po, Castelguglielmo, Lendinara, Trecenta.